# Родопи
Родо́пи (болг. Родопи, грец. Ροδόπη; за міфами, від імені Родопа, фракійське «червонувата річка») — гори на сході Балканського півострова в Болгарії і Греції. Довжина 240 км, висота до 2191 м (гора Голям-Перелік).
Гори складені переважно вапняками і пісковиками. На північних схилах — гаї широколисних і хвойних лісів, субальпійські луки, на південному схилі — середземноморські чагарники. На заході розташована печера Лепениця.
Родовища заліза і поліметалічних руд. Водосховища. Мінеральні джерела, курорти (Пампорово, Велинград, Нареченські-Бані та інші); декілька резерватів в Болгарії.